# 大塚達雄
大塚 達雄（おおつか たつお、1924年4月14日 - 1999年7月26日）は、日本の労働経済学者、福祉事業家。
1949年に同志社大学法経学部経済学科卒、1948年-1954年に京都社会福祉研究所、京都府社会福祉協議会、京都市民生局などで社会福祉事業に携わる。1954年に同志社大学文学部社会学科助手、講師、助教授、1964年に教授、1990年に名誉教授。１９５５年、京都ＹＭＣＡによって第一回肢体不自由児療育キャンプが琵琶湖畔の佐波江で行われた際に関わった事をきっかけとして、障害児の療育キャンプ（きゅうそキャンプ）を実施。のちに京都障害児福祉協会を設立し、理事長を務めた。

## 著書
- 『ソーシアルケースワーク その原理と技術』ミネルヴァ書房 社会事業新書 1960
- 『障害をもつ人達と共に 心のかよう福祉を』ミネルヴァ書房 1980
- 『福祉の心と出会い 社会福祉実践のあゆみから』ミネルヴァ書房 1998

### 共編著
- 『児童ケースワーク 子どもの福祉のために』井垣章二、住谷磬、澤田健次郎共著 ミネルヴァ書房 1969
- 『社会福祉』井垣章二,沢田健次郎共著 ミネルヴァ書房 1972
- 『社会福祉の専門技術 ある保母の活動を追って』編著 井岡勉,木内正一著 ミネルヴァ書房 1975
- 『ケースワーク論 日本的展開をめざして』岡田藤太郎共編 ミネルヴァ書房 1978
- 『現代の保育学 7 社会福祉施設実習』保田井進、雀部寿恵共編 ミネルヴァ書房 1982
- 『現代の保育学 2 社会福祉の方法と実際』澤田健次郎共編 ミネルヴァ書房 1982
- 『現代の保育学 1 入門社会福祉』井垣章二,岡本栄一共編 ミネルヴァ書房 1982
- 『グループワーク論 ソーシャルワーク実践のために』黒木保博、硯川真旬共編著 ミネルヴァ書房 Minerva社会福祉基本図書 1986
- 『社会福祉実践の思想』秋山智久,阿部志郎共著 ミネルヴァ書房 1989
- 『京都発障害児の統合キャンプ』黒木保博共編 ミネルヴァ書房 1994
- 『ソーシャル・ケースワーク論 社会福祉実践の基礎』沢田健次郎、井垣章二、山辺朗子共編著 ミネルヴァ書房 Minerva社会福祉基本図書 1994